# Komorowo (Polanów)
Komorowo (deutscher Name Kummerow, Kreis Schlawe) ist ein Dorf in der polnischen Woiwodschaft Westpommern und gehört zur Stadt- und Landgemeinde Polanów (Pollnow) im Kreis Koszalin (Köslin).

## Geographische Lage
Komorowo liegt an der Verbindungsstraße von Sowno (Alt Zowen) über Laski (Latzig) und Bożenice (Bosens) nach Krąg (Krangen) zur Woiwodschaftsstraße 205 (Darłowo (Rügenwalde) – Sławno (Schlawe) – Bobolice (Bublitz)). Bis 1945 boten die jeweils fünf Kilometer entfernt liegenden Bahnstationen Latzig und Krangen-Bussin Anschluss an die Bahnstrecken Schlawe–Sydow der Schlawer Bahnen bzw. Schivelbein–Gramenz–Bublitz–Zollbrück der Reichsbahn.
Nachbarorte von Komorowo sind: im Norden Drzeńsko (Drenzig), im Osten Krąg (Krangen), im Süden Rzyszczewko (Klein Ristow) und im Westen Bożenice (Bosens).

## Ortsname
Die Ortsbezeichnung Kummerow kam vor 1945 in Pommern und Brandenburg sieben Mal vor; das Kummerow aus den Romanen von Ehm Welk ist ein fiktiver Ort in der Uckermark. Kummerow im Kreis Schlawe schrieb sich 1913 noch als Cummerow, und dieser Name stammt von einer Familie Cummerow, die wahrscheinlich aus dem gleichnamigen Dorf Kummerow (am See) südwestlich von Demmin kam, urkundlich 1265 bis 1304 genannt.
Der heutige polnische Name Komorowo steht in Polen für 17 Dörfer.

## Geschichte
Das alte Gutsdorf Kummerow wird im 13./14. Jahrhundert als Besitz derer von Cummerow erwähnt. Seit dem 16. Jahrhundert ist es im Eigentum derer von Podewils auf Krangen. Der Ort war eigentlich ein Bauerndorf, doch im Laufe der Regulierung wurden die Bauern nach Drenzig übersiedelt und aus dem Bauernland 1821 ein selbständiges Gut gebildet.
Seit 1853 hatte das Gut ständig wechselnde Besitzer, zuletzt – als Kartoffelsaatzuchtbetrieb – von 1937 bis 1945 die Pommersche Saatzucht GmbH.
1818 lebten in Kummerow bei einer Fläche von 1064,8 Hektar 191 Einwohner. Bis 1885 sank diese Zahl auf 130 bei der ebenfalls geringeren Fläche von 743 ha. 1925 betrug die Einwohnerzahl 157.
Bis 1945 war Kummerow ein Teil der Gemeinde Bosens. Es gehörte zum Amtsbezirk Krangen und Amtsgerichtsbereich Schlawe. Kummerow selbst war Standesamtsbereich, wobei das Standesamt selbst nach Drenzig ausgelagert war. Kummerow gehörte damals zum Landkreis Schlawe i. Pom. im Regierungsbezirk Köslin der preußischen Provinz Pommern.
Am 27. Februar 1945 flohen alle Bewohner vor der herannahenden Roten Armee mit 1 Trecker und 2 Anhängern (für Kinder, Frauen und Alte) sowie 10–12 Pferdegespanne des Gutes bis nach Vorpommern, wo sie aber dann doch von den Sowjets überrollt wurden.
Kummerow kam unter dem Namen Komorowo unter polnische Hoheit und ist heute ein Teil der Stadt- und Landgemeinde Polanów im Powiat Koszaliński der Woiwodschaft Westpommern (bis 1998 Woiwodschaft Köslin).

## Kirche

### Kirchengemeinde

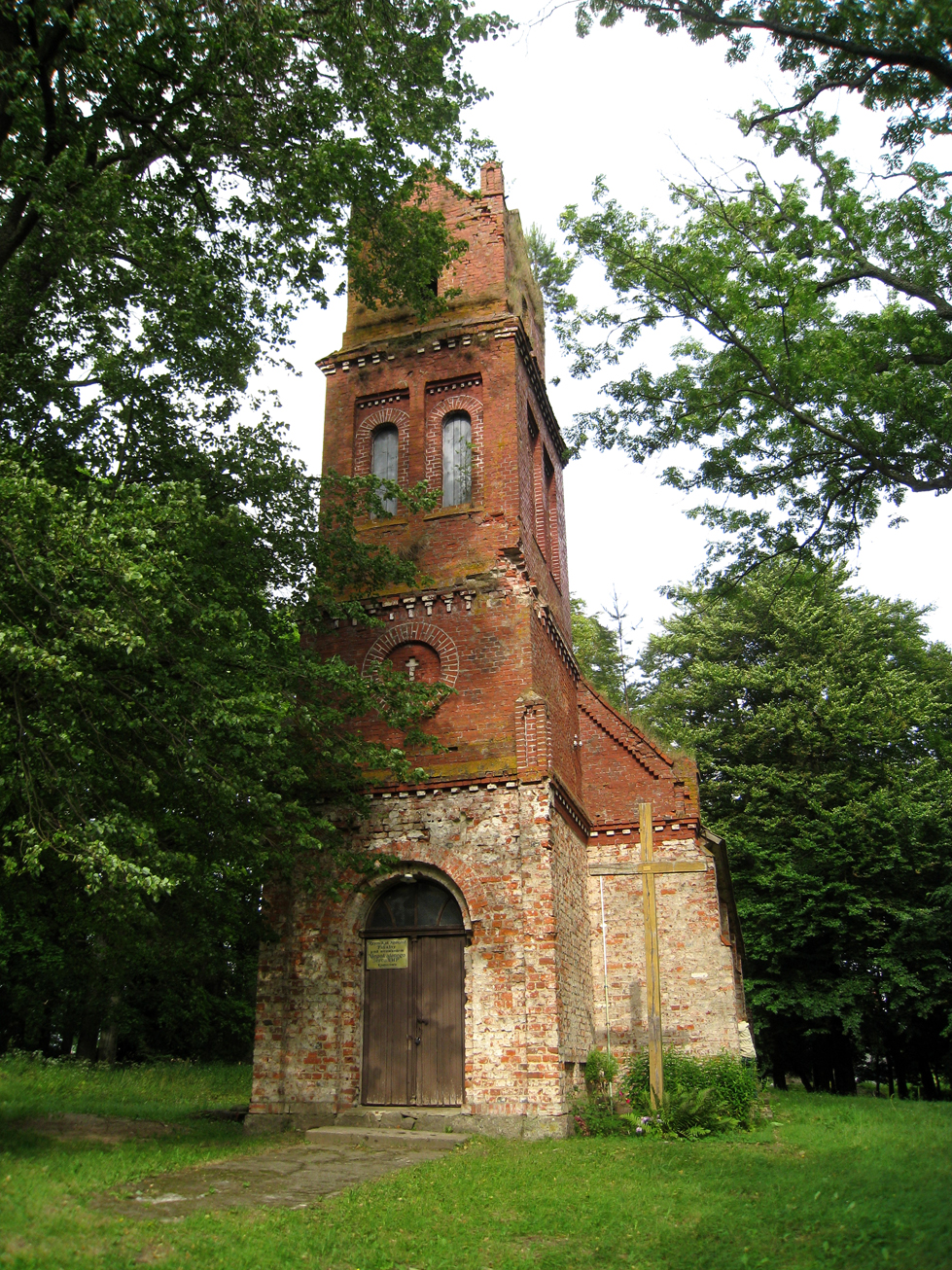
Kirche von Komorowo (Polanów) 2010

Die Kirche der vor 1945 überwiegend evangelischen Kummerower war ursprünglich eine Stiftung des Bischofs von Cammin. Bis ins 16. Jahrhundert hinein war sie die Hauptkirche (Mater) des Kirchspiels Krangen, dann erst Tochterkirche (filia). Zur Kirchengemeinde Kummerow gehörten Drenzig, Bosens und (Wendisch) Buckow. Zum Kirchspiel Krangen gehörte dann auch noch die Kirchengemeinde Zirchow (mit Latzig). Kirchenpatron der Kummerower Kirche war der jeweilige Gutsbesitzer des Dorfes, zuletzt die Bauernland AG.
Das Kirchspiel Krangen lag im Kirchenkreis Schlawe der Kirche der Altpreußischen Union und zählte 1940 insgesamt 2770 Gemeindeglieder, von denen 1170 aus der Kirchengemeinde Kummerow stammten. Letzter deutscher Geistlicher war Pfarrer Wilhelm Vedder.
Heute sind die Einwohner von Komorowo fast ausnahmslos römisch-katholisch. Das Dorf ist jetzt Filialort in der Parochie Bukowo Polanowskie ((Wendisch) Buckow), zu der auch die Filialkirchen Ratajki (Ratteick) und Sowno (Alt Zowen) gehören. Es liegt im Dekanat Polanów im Bistum Köslin-Kolberg der Katholischen Kirche in Polen. Die wenigen evangelischen Einwohner sind Glieder der Kirchengemeinde Koszalin (Köslin) in der Diözese Pommern-Großpolen der Evangelisch-Augsburgischen Kirche in Polen.

### Dorfkirche
Das Gründungsjahr des Gotteshauses von Kummerow ist nicht bekannt. Im Kern dürfte das Gebäude mittelalterlich sein, hatte jedoch im Laufe der Zeit mehrfache Um- und Ausbauten zu erleben. Es handelt sich um einen schlichten Saalbau mit flacher Decke und rotem Backsteinboden. Unter dem Altar befindet sich eine Grablege der Familie von Podewils, und unter dem Fußboden verteilt ehemals die der Geistlichen und ihrer Angehörigen. Altar, Altarschranken, Kanzel und Taufe wurden 1705 vom Gutsbesitzer Ernst Bogislav von Podewils (1651–1718) gestiftet.

## Schule
Die Lehrer hielten zunächst in Kummerow, später in Bosens Unterricht für beide Orte zusammen. Wohl seit 1842 gibt es einen gemeinsamen Schulbau zwischen Bosens und Kummerow. Um 1890 wurde eine zweite Lehrerstelle eingerichtet. Letzter deutscher Lehrer vor 1945 war Hermann Schäfer.